# MediaCorp Channel 5
MediaCorp Channel 5 o Channel 5 (Cinese: 五频道, prima del 1º gennaio 2005: 第五波道) è una rete televisiva di Singapore in lingua inglese.
Le trasmissioni di Channel 5 normalmente includono drama in lingua inglese (sia di importazione straniere sia realizzati in loco), film, sport, reality show, varietà, notiziari, e giochi televisivi.
Sono inoltre prodotti edizioni locali di format di oltremare come Singapore Idol, Chi vuol essere milionario? e Affari tuoi.